# ラウワ・オクリョ
ラウワ・オクリョ（Rahua Ocllo、fl.1532年）は、兄のサパ・インカ・ワイナ・カパックとの結婚により、インカ帝国の皇后となった皇女。

## 生涯
ラウワ・オクリョは、トゥパック・インカ・ユパンキの娘であり、ワイナ・カパックの姉妹だった。
ワイナ・カパックは1493年に皇位を継承した後、姉妹のコヤ・クシリマイと結婚した。 しかし、コヤ・クシリマイには息子がいなかったことから、早期に死去した可能性がある。ワイナ・カパックは、別の姉妹であるラウワ・オクリョと結婚したが、彼女はワスカルとチュクイ・フイパを産んだ。